# Hyponerita declivis
Hyponerita declivis är en fjärilsart som beskrevs av William Schaus 1905. Hyponerita declivis ingår i släktet Hyponerita och familjen björnspinnare. Inga underarter finns listade i Catalogue of Life.